# Cyphotilapia gibberosa
Cyphotilapia gibberosa ist ein großer Buntbarsch, der endemisch in der südlichen Hälfte des ostafrikanischen Tanganjikasee über Felsgrund lebt. Die Art wurde erst im Jahr 2003 beschrieben, nachdem japanische Wissenschaftler festgestellt hatten, dass sich die Cyphotilapia-Population in der südlichen Seehälfte deutlich vom Tanganjika-Beulenkopf (Cyphotilapia frontosa) unterscheidet, der auf die nördliche Seehälfte beschränkt ist. Die beiden Arten haben sich wahrscheinlich im Zug einer allopatrischen Artbildung voneinander getrennt.

## Merkmale
Cyphotilapia gibberosa ist hochrückig, seitlich abgeflacht und zeigt bei heller Grundfärbung sechs dunkle Streifen auf den Körperseiten. Bei Exemplaren von der Küste des Kongo und Sambias sind letztere oft deutlich blau, weshalb Cyphotilapia gibberosa auch oft als Blauer Tanganjika-Beulenkopf bezeichnet wird. Ältere Exemplare bekommen einen deutlichen Stirnbuckel. Cyphotilapia gibberosa hat einen höheren Körper als Cyphotilapia frontosa (43,3 bis 51,2 % der SL vs. 38,2 bis 46,5 % bei C. frontosa). Infolgedessen liegen in der Körpermitte drei Schuppenreihen zwischen der oberen und unteren Seitenlinie. Bei C. frontosa sind es nur zwei. In einer mittleren Längsreihe auf der Körperseite hat C. gibberosa 34 bis 36 Schuppen, bei C. frontosa sind es 33 bis 35. Die Rückenflossenbasis und die Brustflossen sind bei C. gibberosa länger (57,1 der 64,6 % der SL vs. 53,8 bis 60,9 % der SL bzw. 36,0 bis 47,2 % der SL vs. 31,3 bis 41,7 % der SL). In der äußeren Zahnreihe des Oberkiefers hat C. gibberosa 31 bis 52 Zähne, bei C. frontosa sind es 39 bis 62.

## Lebensweise
Wie seine Schwesterart lebt Cyphotilapia gibberosa in mehr oder weniger großen Gruppen meist in Tiefen von 30 bis 40 Metern, ältere Tiere auch tiefer. Die Fische sind agame Maulbrüter im weiblichen Geschlecht. Ein Gelege kann bis zu 50 Eier umfassen, die fast erbsengroß sind.